# 1月19日 (旧暦)
旧暦1月19日（きゅうれきいちがつじゅうくにち）は、旧暦1月の19日目である。六曜は先勝である。

## できごと
- 弘仁14年（ユリウス暦823年3月5日） - 空海が教王護国寺（東寺）を下賜される
- 延享元年（グレゴリオ暦1744年3月3日） - 江戸幕府が、偽虚無僧の取締令を発布
- 万延元年（グレゴリオ暦1860年2月10日） - 勝海舟らが乗った咸臨丸が日米修好通商条約批准の為アメリカへ向けて品川を出港
- 明治元年（グレゴリオ暦1868年2月12日） - 大久保利通が大阪遷都を建議

## 誕生日
- 文政7年（グレゴリオ暦1824年2月18日） - 金成喜蔵、実業家（+1912年）
- 文久2年（グレゴリオ暦1862年2月17日） - 森鷗外、小説家（+ 1922年）

## 忌日
- 寛平2年（ユリウス暦890年2月12日） - 遍昭、歌人・六歌仙・三十六歌仙の一人（* 816年）
- 貞永元年（ユリウス暦1232年2月11日） - 明恵、華厳宗中興の祖（* 1173年）
- 享保13年（グレゴリオ暦1728年2月28日） - 荻生徂徠、儒学者（* 1666年）